# Ansvarsprincipen
Ansvarsprincipen är en av tre grundläggande principer (ansvarsprincipen, närhetsprincipen, likhetsprincipen) för det svenska krishanteringssystemet. Den avser att den (statliga myndighet) som i normala fall ansvarar för en verksamhet har detta ansvar även under en krissituation.